# Suriname-Taiwan Friendship Foundation
Suriname-Taiwan Friendship Foundation is een particuliere stichting die poogt de vriendschapsband tussen de staten Republiek China (Taiwan) en Suriname te bevorderen. De stichting maakte diverse programma's en uitwisselingen tussen de twee landen mogelijk. Ook wordt er veel aan ontwikkelingshulp gedaan in Suriname. De stichting doneert elektronische goederen of geld aan sociale instanties, organisaties, stichtingen en studenten als liefdadigheid.
De secretaris van de stichting is drs. David Chin.
In Suriname is niet met een staatsvertegenwoordiging van de Republiek China aanwezig. Wel is de Guomindang in Suriname te vinden. Sinds 1971 erkent Suriname/Nederland alleen de Volksrepubliek China als enige China en is het Consulaat van Republiek China in Suriname aan de Mr. Dr. J.C. de Mirandastraat in Paramaribo gesloten. 